# Fortitudo Bologna
O Fortitudo Pallacanestro Bologna 103, conhecido também como Lavoropiù Fortitudo Bologna por motivos de patrocinadores, é um clube de basquetebol baseado em Bolonha, Itália que atualmente disputa a Série A2. Manda seus jogos na Land Rover Arena com capacidade para 5.721 espectadores.

## Histórico de Temporadas
| Temporada                                   | Nível                   | Liga                    | Pos.                    | J                       | PL                      | Resultado                 |
| ------------------------------------------- | ----------------------- | ----------------------- | ----------------------- | ----------------------- | ----------------------- | ------------------------- |
| Fortitudo Pallacanestro Bologna (1932-2012) |                         |                         |                         |                         |                         |                           |
| 1979-80                                     | 2                       | Serie A2                | 2                       | 18-8                    |                         | Promovido                 |
| 1980-81                                     | 1                       | Serie A1                | 9                       | 14-18                   |                         |                           |
| 1981-82                                     | 1                       | Serie A1                | 8                       | 15-17                   | 0-2                     | Oitavas de finais         |
| 1982-83                                     | 1                       | Serie A1                | 14                      | 8-22                    |                         | Rebaixado                 |
| 1983-84                                     | 2                       | Serie A2                | 3                       | 19-11                   |                         | Promovido                 |
| 1984-85                                     | 1                       | Serie A1                | 14                      | 9-21                    |                         | Rebaixado                 |
| 1985-86                                     | 2                       | Serie A2                | 2                       | 20-10                   |                         | Promovido                 |
| 1986-87                                     | 1                       | Serie A1                | 12                      | 12-18                   |                         | Rebaixado                 |
| 1987-88                                     | 2                       | Serie A2                | 1                       | 25-5                    |                         | Promovido                 |
| 1988-89                                     | 1                       | Serie A1                | 7                       | 17-13                   | 3-2                     | Quartas de finais         |
| 1989-90                                     | 1                       | Serie A1                | 12                      | 14-16                   |                         | Rebaixado                 |
| 1991-92                                     | 2                       | Serie A2                | 12                      | 12-18                   |                         |                           |
| 1991-92                                     | 2                       | Serie A2                | 13                      | 12-18                   |                         |                           |
| 1992-93                                     | 2                       | Serie A2                | 4                       | 18-12                   |                         | Promovido                 |
| 1993-94                                     | 1                       | Seria A1                | 6                       | 19-11                   | 3-3                     | Quartas de finais         |
| 1994-95                                     | 1                       | Seria A1                | 2                       | 23-9                    | 3-3                     | Semifinais                |
| 1995-96                                     | 1                       | Seria A1                | 2                       | 22-10                   | 6-5                     | Finalista                 |
| 1996-97                                     | 1                       | Seria A1                | 2                       | 17-9                    | 10-6                    | Finalista                 |
| 1997-98                                     | 1                       | Seria A1                | 2                       | 21-5                    | 8-3                     | Finalista                 |
| 1998-99                                     | 1                       | Seria A1                | 1                       | 22-4                    | 5-4                     | Semifinais                |
| 1999-00                                     | 1                       | Seria A1                | 1                       | 27-3                    | 9-1                     | Campeão(1)                |
| 2000-01                                     | 1                       | Seria A1                | 3                       | 24-10                   | 6-3                     | Finalista                 |
| 2001-02                                     | 1                       | Seria A                 | 1                       | 29-7                    | 6-5                     | Finalista                 |
| 2002-03                                     | 1                       | Seria A                 | 6                       | 18-16                   | 9-6                     | Finalista                 |
| 2003-04                                     | 1                       | Seria A                 | 2                       | 25-9                    | 6-3                     | Finalista                 |
| 2004-05                                     | 1                       | Seria A                 | 2                       | 25-9                    | 9-2                     | Campeão(2)                |
| 2005-06                                     | 1                       | Seria A                 | 1                       | 27-7                    | 7-5                     | Finalista                 |
| 2006-07                                     | 1                       | Seria A                 | 13                      | 13-21                   |                         |                           |
| 2007-08                                     | 1                       | Seria A                 | 8                       | 17-17                   | 0-3                     | Quartas de finais         |
| 2008-09                                     | 1                       | Seria A                 | 15                      | 10-20                   |                         | Rebaixado                 |
| 2009-10                                     | 3                       | Serie A                 | 2                       | 24-4                    |                         | Promovido                 |
| 2010-11                                     | Excluído de competições | Excluído de competições | Excluído de competições | Excluído de competições | Excluído de competições | Excluído de competições   |
| BiancoBlù Basket Bologna                    |                         |                         |                         |                         |                         |                           |
| 2011-12                                     | 2                       | Legadue                 | 13                      | 14-14                   |                         |                           |
| 2012-13                                     | 2                       | Legadue                 | 9                       | 14-14                   |                         | Rebaixado                 |
| Fortitudo Pallacanestro Bologna 103         |                         |                         |                         |                         |                         |                           |
| 2013-14                                     | 4                       | DNB                     | 2                       | 22-8                    | 1-3                     | Quartas de finais grupo A |
| 2014-15                                     | 3                       | Serie B                 | 3                       | 20-8                    | 9-0                     | Promovido                 |
| 2015-16                                     | 2                       | Serie A2                | 7                       | 18-12                   | 11-4                    | Finalista                 |
| 2016-17                                     | 2                       | Serie A2                | 5                       | 18-12                   | 8-5                     | Semifinais                |
| 2017-18                                     | 2                       | Serie A2                | 2º                      | 21-9                    | 7-4                     | Semifinais                |
| 2018-19                                     | 2                       | Serie A2                | 1º                      | 25-5                    |                         | Promovidocampeão          |
| 2019-20                                     | 1                       | Serie A                 | Pandemia de Covid-19    | Pandemia de Covid-19    | Pandemia de Covid-19    | Pandemia de Covid-19      |
| 2020-21                                     | 1                       | Serie A                 | 12º                     | 9-19                    |                         |                           |
| 2021-22                                     | 1                       | Serie A                 | 15º                     | 9-21                    |                         | Rebaixado                 |
| 2022-23                                     | 2                       | Serie A2                | 6º                      | 12-12                   | 4-4                     | Quartas de finais         |
| 2023-24                                     | 2                       | Serie A2                | 2º                      | 22-10                   | 7-3                     | Finalistatabela prata     |
| 2024-25                                     | 2                       | Serie A2                | 8º                      | 21-17                   | 2-3                     | Quartas de finas          |

fonte:eurobasket.com

## Títulos

### Serie A
- Campeões (2):1999-00, 2004-05
- Finalista (8):1995-96, 1996-97, 1997-98, 2000-01, 2001-02, 2002-03, 2003-04, 2005-06

### Copa da Itália
- Campeão (1):1998
- Finalista (1):1968

### Supercopa da Itália
- Campeão (2):1998, 2005

### Copa Itália LNP
- Campeão (1):2009-10

### Supercopa LNP
- Campeão (1):2016

## Jogadores Notáveis
- John D. Douglas 4 temporadas: '83–'87
- - George Bucci 5 temporadas: '85–'90
- Andrea Dallamora 8 temporadas: '86–'94
- - Wallace Bryant 1 temporada: '87–'88
- Daniele Albertazzi 6 temporadas: '87–'93
- Moris Masetti 2 temporadas: '87–'89
- Bill Garnett 1 temporada: '87–'88
- Artis Gilmore 1 temporada: '88–'89
- Vincent Askew 1 temporada: '88–'89
- Gene Banks 1 temporada: '88–'89
- Chris McNealy 1 temporada: '89–'90
- Dave Feitl 1 temporada: '89–'90
- Pete Myers 2 temporadas: '90–'92
- Cedrick Hordges 1 temporada: '90–'91
- Valdemaras Chomičius 1 temporada: '90–'91
- Teoman Alibegović 2 temporadas: '91–'93
- Shaun Vandiver 1 temporada: '91–'92
- Dallas Comegys 2 temporadas: '92–'94
- Corrado Fumagalli 2 temporadas: '92–'94
- Dan Gay 8 temporadas: '93–'00, '06–'07
- Vincenzo Esposito 2 temporadas: '93–'95
- Aleksandar Đorđević 2 temporadas: '94–'96
- Carlton Myers 6 temporadas: '95–'01
- Alessandro Frosini 3 temporadas: '94–'97
- Mike Brown 1 temporada: '95–'96
- Conrad McRae 1 temporada: '96–'97
- Eric Murdock 1 temporada: '96–'97
- Gregor Fučka 5 temporadas: '97–'02
- Giacomo Galanda 5 temporadas: '97–'98, '99–'03
- Roberto Chiacig 2 temporadas: '97–'99
- David Rivers 1 temporada: '97–'98
- Dominique Wilkins 1 temporadas: '97–'98
- Gianluca Basile 7 temporadas: '98–'05
- Marko Jarić 2 temporadas: '98–'00
- Artūras Karnišovas 2 temporadas: '98–'00
- Damir Mulaomerović 1 temporada: '98–'99
- Vinny Del Negro 1 temporada: '98–'99
- Stojko Vranković 2 temporadas: '99–'01
- Anthony Bowie 1 temporada: '00–'01
- Eddie Gill1 temporada: '00–'01
- Eurelijus Žukauskas 1 temporada: '00–'01
- Vassil Evtimov 2 temporadas: '01–'02, '06–'07
- Emilio Kovačić 2 temporadas: '01–'03
- John Celestand 1 temporada: '01–'02
- Anthony Goldwire 1 temporada: '01–'02
- Dan McClintock 1 temporada: '01–'02
- Marko Milič 1 temporada: '01–'02
- Rumeal Robinson 1 temporada: '01–'02
- Zoran Savić 1 temporada: '01–'02
- Stefano Mancinelli 9 temporadas: '01–'09
- Gianmarco Pozzecco 3 temporadas: '02–'05
- Carlos Delfino 2 temporadas: '02–'04
- A. J. Guyton 2 temporadas: '02–'04
- Luboš Bartoň 1 temporada: '02–'03
- Vlado Šćepanović 1 temporada: '02–'03
- Mate Skelin 1 temporada: '02–'03
- Davor Marcelić 1 temporada: '02–'03
- Marco Belinelli 4 temporadas: '03–'07
- Erazem Lorbek 3 temporadas: '03–'06
- Matjaž Smodiš 2 temporadas: '03–'05
- Miloš Vujanić 2 temporadas: '03–'05
- Hanno Möttölä 1 temporada: '03–'04
- Dalibor Bagarić 4 temporadas: '04–'06, '07–'09
- Amal McCaskill 1 temporada: '04–'05
- Ruben Douglas 1 temporada: '04–'05
- Nate Green 1 temporada: '04–'05
- Sani Bečirovič 1 temporada: '05–'06
- Yakhouba Diawara 1 temporada: '05–'06
- Kiwane Garris 1 temporada: '05–'06
- Travis Watson 1 temporada: '05–'06
- - David Bluthenthal 1 temporada: '06–'07
- Alain Digbeu 1 temporada: '06–'07
- Tyus Edney 1 temporada: '06–'07
- Goran Jurak 1 temporada: '06–'07
- Jérôme Moïso 1 temporada: '06–'07
- Moochie Norris 1 temporada: '06–'07
- Preston Shumpert 1 temporada: '06–'07
- Kristaps Janičenoks 1 temporada: '07–'08
- Earl Barron 1 temporada: '08
- Marcelinho Huertas 1 temporada: '08–'09
- Kieron Achara 1 temporada: '08–'09
- Jamont Gordon 1 temporada: '08–'09
- Uroš Slokar 1 temporada: '08–'09
- Joseph Forte 1 temporada: '08–'09
- James Thomas 3 temporadas: '06–'09
- Qyntel Woods 1 temporadas: '08–'09
- DJ Strawberry 1 temporada: '08–'09
- Lazaros Papadopoulos 1 temporada: '08–'09
- Davide Lamma 8 temporadas: '93–'94, '94–'95, '98, '07–'08, '08–'09, '09–'10, '10–'11, '14–'15
- Marco Carraretto 1 temporada: '15–'16
- Stefano Mancinelli 1 temporada: '16–presente